# Динамика (физика)
Динамика је грана физике, односно механике која проучава узроке кретања тела, и у том смислу се разликује од кинематике која кретање проучава без обзира на његов узрок. Конкретно, док кинематика разматра само основне кинематичке величине — положај, брзину и убрзање (као и њихове генерализације) — и њихове међусобне односе, без разматрања узрока који доводе до промена у тим величинама, динамика разматра однос тих величина са физичким узроцима кретања — тзв. основним динамичким величинама: масом и силом. Основне везе између кинематичких и динамичких величина у класичној механици су дате Њутновим законима. Тако, на пример, други Њутнов закон, у свом поједностављеном облику, даје везу између између масе, убрзања и силе.
Динамика се условно може поделити на статику, која проучава услове под којима су тела под утицајем сила у стању међусобног мировања, и кинетику која проучава тела која су под утицајем сила у стању међусобног кретања. У савременој физици оваква подела није уобичајена јер се посебном проучавању статике не придаје значај, док је, са друге стране, она веома битан део многих техничких и инжењерских дисциплина.
У развоју класичне динамике се могу уочити, историјски и у смислу математичког формализма који користе, два основна правца: њутновска механика (среће се и назив физичка механика) и аналитичка механика (такође се у литератури среће и под именима теоријска механика или аналитичка динамика). Првобитна формулација, њутновска механика, анализира величине као што су сила, импулс, енергија итд. искључиво у физичком, тродимензионалном простору, користећи математички апарат реалне анализе. Насупрот њој, аналитичка механика проблеме разматра у апстрактним, генерализованим математичким просторима користећи апарат варијационог рачуна. Такође, док је у њутновској механици концепт силе фундаменталан, у аналитичкој то место заузима концепт механичке енергије (збир кинетичке и потенцијалне енергије).
И њутновска и аналитичка механика се могу користити за проучавање истих проблема. И једна и друга дају истоветне резултате, с тим што је често аналитичка, захваљујући њеном математичком апарату, подеснија за проучавање сложених појава. Аналитичка механика такође омогућава решавање проблема који би због своје комплексности били практично, ако не и у принципу, нерешиви у оквиру њутновске механике. Због своје математичке апстрактности, методи аналитичке механике су корисни у проучавању разноврсних сложених појава које карактерише промена у времену, те често налазе примену и ван механике, па и саме физике. Ван класичне механике, где је овај концепт настао, он је рецимо успешно примењен у квантној механици и квантној теорији поља, па и у другим наукама (биологији, психолингвистици, економији итд.) као и у многим областима технике.

## Историја
Историја динамике и кинематике започиње заправо с ренесансом која је имала главну заслугу. О динамици је стари свет имао непотпуно и делимично потпуно погрешне представе. Тако оштри мислиоци као антички Грци у математици и филозофији нису развили ни најосновније динамичке појмове. Тек понегде се наилази на трагове динамичких начела, али је свеукупна слика о кретању тела мутна и мистична. Недовољно искуство навело је Грке на мишљење да кретање неког тела траје само толико дуго док на тело делује сила. Када престаје деловање такве силе, тада престаје и кретање тела. Будући да се све у свемиру непрестано креће, морао би постојати неко ко читав тај свет стално покреће. О падању тела наилази се у Аристотеловој физици на сасвим погрешне ставке. На спекулативан начин доказује Аристотел, да тежа тела падају брже, а лакша полаганије. Попут осталих идеалистичких филозофа он се у малој мери ослања на искуство.
Док се о природи само спекулисало, било је Аристотелово мишљење добро као и свако друго, међутим с развојем експерименталних метода на почетку новог века убрзо су се показала неодрживим стара динамичка схватања. Неуморним скупљањем искуства и стварањем експерименталне методике, која остварује што једноставније физичке односе, динамика је напредовала корак по корак. Један од првих је био Л. да Винчи који је делимично спознао законе кретања на косини. Настављајући таква испитивања, дошао је Г. Галилеј до закона слободног пада и кретања по косини. Галилеј је врло тачно одредио основне појмове механике, као брзину, убрзање, униформно праволинијско кретање и униформно убрзано кретање. Читава даља област изградња динамике темељи се на његовом раду. Галилеј је спознао слободни пад као посебан случај униформно убрзаног кретања, и он је из дефиниције униформно убрзаног кретања извео законе слободног пада. Свестрани експерименти су показали да у безваздушном простору сва тела падају једнако брзо. Поред закона слободног пада, Галилеј је поставио и законе кретања на косини. Гранични случај кретања на косини је кретање на водоравној равни, кретање једнолико по правцу.
Помним испитивањима Галилеј је утврдио да се на водоравним глатким равнима крећу тела то даље што је трење мање. Поопштивши таква искуства, Галилеј је поставио темељни закон да се сва тела изван деловања сила крећу константном брзином по правцу или мирују. Појам тромости или инерције био је с развојем ратне технике, пушака и топова измењен; његово опште одређивање било је само питање времена.

### Њутнови закони
Њутнови закони су 4 темељна аксиома механике:
- Први Њутнов закон (закон тромости или инерције) наводи да свако тело остаје у стању мировања или униформног кретања по правцу док га нека спољашња сила не присили да то стање промени. Тај је аксиом Њутн преузео од Галилеја, који га је извео већ 1638. године.
- Други Њутнов закон (закон кретања) тврди да промена количине кретања сразмерна сили која делује, а одвија се у смеру те силе. Како је Њутн количином кретања називао производ масе и брзине (m · v), тај аксиом истовремено одређује или дефинише силу (F) и уводи физичку величину масу као својство тела:

{\displaystyle F={\frac {\Delta (m\cdot v)}{\Delta t}}}
где је: t - време. У класичној механици, под претпоставком константности или непромењивости масе, једнакост поприма облик:
{\displaystyle F=m\cdot {\frac {\Delta v}{\Delta t}}=m\cdot a}
и тиме се уводи величина која се назива убрзање или акцелерација a. Из Њутнове дефиниције следи да се сила може испољавати и као промена масе. То омогућава да се класична механика јавља као посебан случај теорије релативности за брзине које нису блиске брзини светлости.
- Трећи Њутнов закон (закон акције и реакције) тврди да уз сваку силу која произлази из деловања околине на тело јавља противсила или реакција која је по износу једнака сили, али је супротног смера.
- Њутнов закон гравитације тврди да се било која два тела или честице узајамно привлаче силом сразмерном њиховим масама  и , а обрнуто сразмерном квадрату њихове удаљености r:

{\displaystyle F=G\cdot {\frac {m_{1}\cdot m_{2}}{r^{2}}}\ }
где је:
- - узајамна сила привлачења између два тела (kg), и вреди ,
- - универзална гравитациона константа која приближно износи 6,67428 × 10−11 ,
- 1 - маса првог тела (kg),
- 2 - маса другог тела (kg), и
- - међусобна удаљеност између средишта два тела (m).[5]

### Галилејево начело релативности
Галилејево начело релативности је начело класичне физике за прерачунавање координата и брзина честица између два инерцијска система који се један у односу на други крећу сталном брзином. Вреди само за мале брзине. За брзине блиске брзини светлости вреде Лоренцове трансформације.